# Apanasenkovsky (huyện)
Huyện Apanasenkovsky (tiếng Nga: ? райо́н) là một huyện hành chính tự quản (raion), của Tỉnh Kemerovo, Nga. Huyện có diện tích 3597 km². Trung tâm của huyện đóng ở Divnoye.